# Hauptikon
Hauptikon ist eine Ortschaft der politischen Gemeinde Kappel am Albis im Bezirk Affoltern im Kanton Zürich in der Schweiz.  Der Weiler liegt zwischen der Ortschaft Rossau bei Mettmenstetten, Uerzlikon und Kappel am Albis an der Buslinie nach Affoltern am Albis und hat eine Haltestelle. Hauptikon gehörte einst als Hofsiedlung zum Kloster Kappel.